# 山打根省

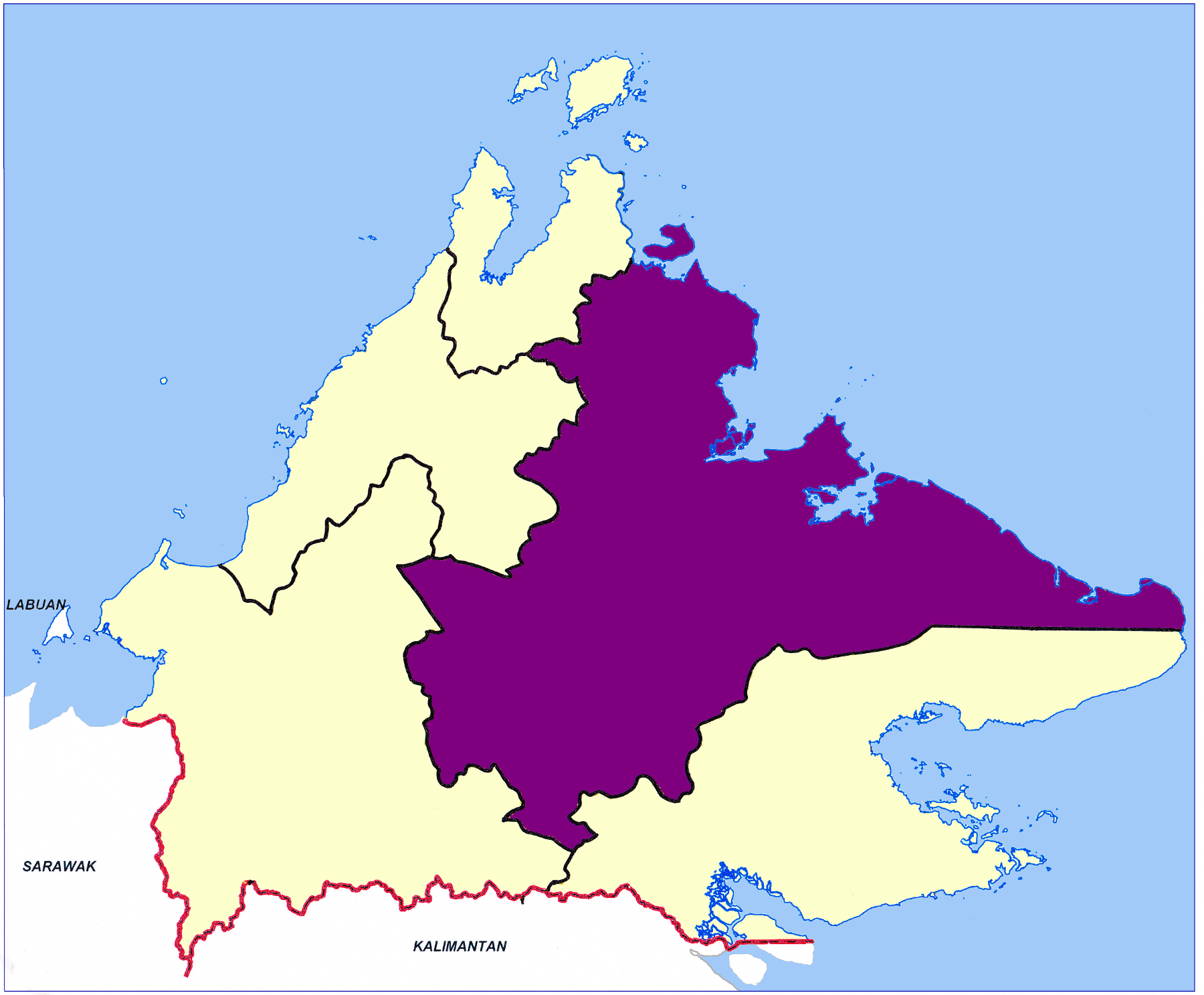
山打根省位置圖

山打根省是馬來西亞沙巴州的五個省份之一，位於該州中部和東北部，面向蘇祿海。
面積18,298平方公里，2000年人口525,663人。下分四個縣（山打根、京那峇當岸、比魯蘭、丹革）。